# Rainer Maria Rilke

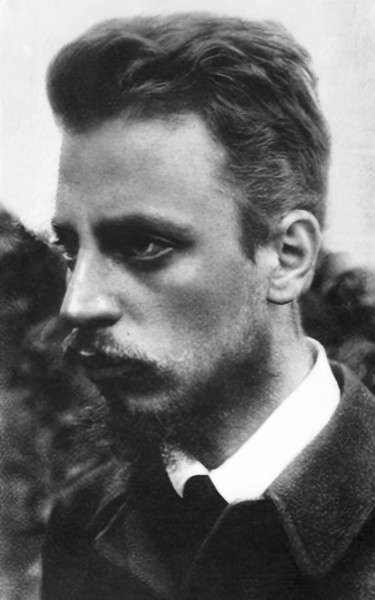
Rainer Maria Rilke (1900)

Rainer Maria Rilke (tên đầy đủ: René Karl Wilhelm Johann Josef Maria Rilke; 4 tháng 12 năm 1875 – 29 tháng 12 năm 1926) là một nhà thơ Áo viết bằng tiếng Đức, một trong những nhà thơ lớn nhất của thế kỉ 20.

## Tiểu sử

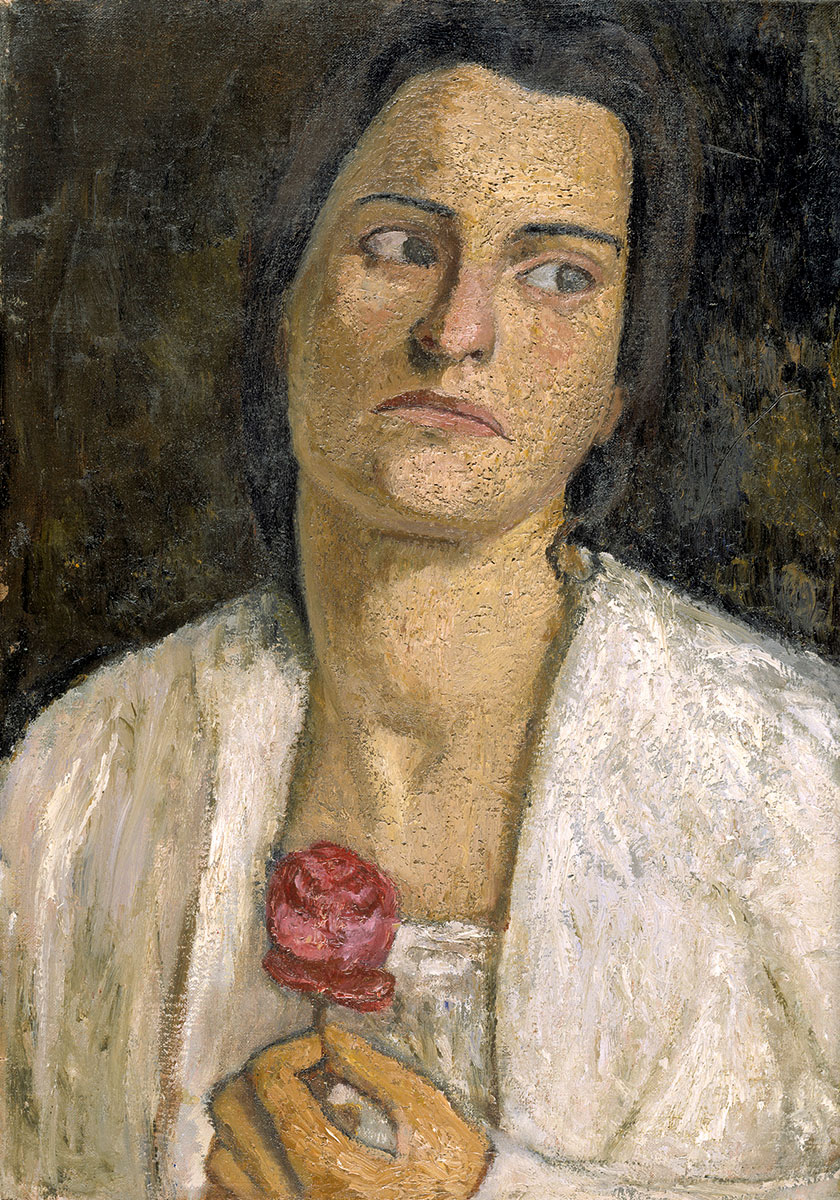
Clara Westhoff

Rainer Maria Rilke sinh ở Praha, Bohemia (thời đó là Áo-Hung, nay là Cộng hoà Séc) trong một gia đình công chức. Tuổi thơ sống ở Praha, sau đó ở München), Berlin, Paris, Thụy Sĩ. Học văn học, lịch sử nghệ thuật, triết học ở Đại học Praha, Đại học München, Đại học Berlin. Những tập thơ đầu tiên, Leben und Lieder (Cuộc đời và những bài ca, 1894); Traumgekrönt (Những giấc mộng đăng quang, 1897)..., là sự thể hiện những đề tài của chủ nghĩa suy đồi cuối thế kỉ 19. Sau 2 chuyến đi sang Nga (năm 1897 và 1900) Rilke gặp Lev Nikolayevich Tolstoy và chịu sự ảnh hưởng của văn học Nga, chuyển sang khuynh hướng nhân đạo trong sáng tác.
Năm 1901 cưới Clara Westhoff và sinh con gái trong năm này, sau đó chuyển sang sống ở Pháp. Chiến tranh thế giới thứ nhất xảy ra, Rilke tham gia quân đội một thời gian, sau đó sống ở München, năm 1919 sang Thụy Sĩ. Năm 1921 sống ở Muzot, hoàn thành Duineser Elegien (Những khúc bi ca Duineser) viết dở từ năm 1912 và viết Die Sonette an Orpheus (Sonnet gửi Orpheus).
Từ năm 1923 vì lý do sức khoẻ phải sống ở khu điều dưỡng Territet bên hồ Genève. Các bác sĩ không chẩn đoán đúng bệnh tình, chỉ trước khi chết không lâu mới xác định ra đó là bệnh máu trắng. Hậu quả là Rilke qua đời ngày 29 tháng 12 năm 1926. Nhà thơ tự chọn cho mình câu thơ khắc trên bia mộ:
Rose, oh reiner Widerspruch, Lust,
Niemandes Schlaf zu sein unter soviel Lidern.
Hoa hồng, ôi vẻ hai mặt trắng trong, đỏng đảnh
Làm một giấc mộng không của ai dưới gánh nặng của bao đời.

## Tác phẩm
Thơ
- Leben und Lieder (Cuộc đời và những bài ca, 1894)
- Traumgekrönt (Những giấc mộng đăng quang, 1897)
- Advent (1898)
- Erste Gedichte (Những bài thơ đầu tiên, 1903)
- Mir zur Feier (Cho tôi trong ngày lễ, 1909)
- Buch der Bilder (Quyển sách những hình tượng, 1902)
- Stundenbuch (Nhà nguyện, 1905)
- Neue Gedichte (Những bài thơ mới, 1907-08)
- Duineser Elegien (Những khúc bi ca Duineser, 1912/1922)
- Die Sonette an Orpheus (Sonnet gửi Orpheus, 1923)
- Das Marien-Leben (Cuộc đời của trinh nữ Marie, 1912)
- Die Weise von Liebe und Tod des Kornets Christoph Rilke, (Bài ca về tình yêu và cái chết của Kornets Christoph Rilke 1906).

Văn xuôi
- Die Aufzeichnungen des Malte Laurids Brigge (Những ghi chép Malte Laurids Brigge 1910)